# Litispendencia
Litispendencia es una expresión española que se traduce como "litigio pendiente", utilizada en Derecho para señalar que existe un juicio pendiente, entre las mismas partes y sobre una misma materia. 
Es un efecto procesal que se genera tras la presentación de una demanda, en contra del demandante, que le impide iniciar un nuevo juicio contra el demandado, sobre la misma materia, pues en dicha situación el último tiene la posibilidad de oponerse alegando tal situación: utilizándola como una excepción procesal. Con ello se pretende evitar el dictado de sentencias contradictorias.

## Requisitos
- Seguido ante las mismas partes. El juicio puede estar en el mismo tribunal o en otro distinto.
- Tener el mismo objeto
- Misma causa de pedir.
- Debe estar pendiente. Estará pendiente desde que fue notificado.

## Tratamiento en España
En el Derecho de España, la litispendencia, se regula en el artículo 410 de la Ley 1/2000, de 7 de enero, de Enjuiciamiento Civil, cuando dispone que la litispendencia, con todos sus efectos procesales, se produce desde la interposición de la demanda, si después es admitida. Su oposición como cuestión procesal de previo pronunciamiento, está prevista en el artículo 421 de la Ley 1/2000, de 7 de enero, de Enjuiciamiento Civil como una causa que impide la continuación del proceso.

## Tratamiento en Venezuela
El artículo 61 del Código de Procedimiento Civil Venezolano, establece lo siguiente: 
“Cuando una misma causa se haya promovido ante dos autoridades judiciales igualmente competentes, el Tribunal que haya citado posteriormente a solicitud de parte y aun de oficio, en cualquier estado y grado de la causa, declarará la litispendencia y ordenará el archivo del expediente quedando extinguida la causa. 
Si las causa idénticas han sido promovidas ante el mismo Tribunal, la declaratoria de litispendencia pronunciada por éste, producirá la extinción de la causa en la cual no se haya citado al demandado o haya sido citado con posterioridad”
Es por ello que La litispendencia supone la máxima conexión que puede haber entre dos juicios por identidad de los elementos señalados: sujetos (personas), objeto de la pretensión y título o acción, al punto de que la doctrina entiende que no son dos sino una misma demanda iniciada dos veces.
Artículo 353 del Código del Procedimiento Civil ratifica el efecto extintivo del proceso de la declaración con lugar a la litispendencia el proceso.
La litispendencia puede ser promovida luego del lapso de emplazamiento tal como lo indica el Art. 61 ejusdem según el Art. 347 de la mima ley, configurándose como una excepción a las oposiciones que se pueden ejercer luego de precluido el lapso de emplazamiento.
Y si éste es declarado sin lugar, el demandado podrá contestar en los 5 días después de interpuesta la cuestión previa.